# Elecciones estatales de Querétaro de 2021
Las elecciones estatales de Querétaro de 2021 se llevaron a cabo el domingo 6 de junio de 2021, y en ellas se renovaron los titulares de los siguientes cargos de elección popular del estado mexicano de Querétaro:
- Gobernador de Querétaro: Titular del Poder Ejecutivo del estado, electo para un periodo de seis años, sin derecho a reelección. El candidato electo fue Mauricio Kuri González.
- 25 diputados estatales: 15 diputados electos por mayoría relativa y 10 designados mediante representación proporcional para integrar la LX Legislatura.
- 18 ayuntamientos: Compuestos por un presidente municipal, un síndico y sus regidores. Electos para un periodo de tres años.

## Organización

### Partidos políticos
En las elecciones estatales tienen derecho a participar once partidos políticos. Diez son partidos políticos con registro nacional: Partido Acción Nacional (PAN), Partido Revolucionario Institucional (PRI), Partido de la Revolución Democrática (PRD), Partido del Trabajo (PT), Partido Verde Ecologista de México (PVEM), Movimiento Ciudadano (MC), Movimiento Regeneración Nacional (MORENA), Partido Encuentro Solidario (PES), Fuerza por México (FPM) y Redes Sociales Progresistas (RSP). Y además el partido político estatal Querétaro Independiente.

### Proceso electoral
La campaña electoral para la gubernatura inicia el 4 de abril de 2021, mientras que las campañas para las diputaciones y alcaldías inician el 19 de abril. El periodo de campañas concluye el 2 de junio. La votación está programada para celebrarse el 6 de junio de 2021, de las 8 de la mañana a las 6 de la tarde, en simultáneo con las elecciones federales. Se estima que el computo final de resultados se publique el 13 de junio.
Durante la campaña a la gubernatura se realizaron dos debates entre los candidatos. El primero se hizo el 29 de abril en la Universidad Autónoma de Querétaro y el segundo se efectuó el 20 de mayo.

### Distritos electorales
Para la elección de diputados de mayoría relativa del Congreso del Estado de Querétaro, la entidad se divide en 15 distritos electorales.
| Distrito | Cabecera            | Municipios | Mapa |
| -------- | ------------------- | ---------- | ---- |
| 1        | Querétaro           | 1          |      |
| 2        | Querétaro           | 1          |      |
| 3        | Querétaro           | 1          |      |
| 4        | Querétaro           | 1          |      |
| 5        | Querétaro           | 1          |      |
| 6        | Querétaro           | 2          |      |
| 7        | Corregidora         | 2          |      |
| 8        | San Juan del Río    | 2          |      |
| 9        | San Juan del Río    | 1          |      |
| 10       | Pedro Escobedo      | 2          |      |
| 11       | Tequisquiapan       | 2          |      |
| 12       | El Marqués          | 1          |      |
| 13       | Querétaro           | 1          |      |
| 14       | Cadereyta de Montes | 3          |      |
| 15       | Jalpan de Serra     | 6          |      |

## Alianzas y candidaturas

### ¡Contigo y con todo!
El Partido Acción Nacional (PAN) decidió no presentarse en coalición en las elecciones estatales, a diferencia de lo decidido a nivel federal. Para decidir a su candidato a gobernador, el partido acordó seleccionarlo hasta el 12 de febrero de 2020, fecha en que termina el periodo de elecciones internas. El 25 de enero de 2021 se registró el senador Mauricio Kuri González como único aspirante a la candidatura del partido para la gubernatura.
Mientras que el partido estatal Querétaro Independiente consideró inicialmente presentarse en solitario en las elecciones. El 17 de diciembre de 2020 el partido inició el proceso de registro de aspirantes para candidaturas. La selección de los postulados se hizo a través de la decisión del consejo estatal del partido. El 21 de diciembre la dirigencia del partido inició negociaciones con el actor Carlos «Quico» Villagrán para ofrecerle una candidatura. El 10 de enero el actor se registró formalmente como aspirante a la candidatura del partido para gobernador del estado. Sin embargo, el 8 de febrero el partido decidió sumarse a la candidatura de Kuri González, postulada por el PAN, descartando la postulación de Villagrán.

### Partido Revolucionario Institucional
En el Partido Revolucionario Institucional (PRI) se registró Abigail Arredondo Ramos, diputada del Congreso del Estado de Querétaro, como única aspirante a la candidatura del partido para la gubernatura el 12 de enero de 2021.

### Partido de la Revolución Democrática
El Partido de la Revolución Democrática (PRD) decidió no presentarse en coalición en las elecciones estatales, a diferencia de lo decidido a nivel federal. El 7 de diciembre de 2020 el partido anunció como su candidata a la gubernatura a Raquel Ruiz de Santiago Álvarez.

### Partido Verde Ecologista de México
El Partido Verde Ecologista de México (PVEM) decidió no presentarse en coalición en las elecciones estatales, a diferencia de lo decidido a nivel federal. El 29 de enero de 2021 el partido presentó como su candidata a la gubernatura a Katia Reséndiz Jaime.

### Movimiento Regeneración Nacional
El 17 de diciembre de 2020, el presidente nacional de Morena, Mario Delgado Carrillo, anunció en conferencia de prensa que la candidatura del partido para la gubernatura era para Celia Maya García, exmagistrada del Tribunal superior de justicia de Querétaro y candidata a la gubernatura en las elecciones de 2003 por el PRD y en las elecciones de 2015 por Morena.
Adicionalmente, la dirigencia estatal del partido ha negociado una coalición con el Partido del Trabajo (PT) y el Partido Verde Ecologista de México (PVEM) para competir en conjunto en las elecciones estatales.

### Redes Sociales Progresistas
El partido Redes Sociales Progresistas (RSP), al ser una organización política de nueva creación, está impedido por ley para formar coaliciones electorales. El candidato del partido a la gubernatura es Miguel Nava Alvarado, expresidente de la Defensoría Estatal de Derechos Humanos de Querétaro. Inicialmente, Nava Alvarado buscaba postularse como candidato independiente, pero decidió presentarse como candidato de partido ante la cantidad de requisitos exigidos para obtener una candidatura independiente.

### Fuerza por México
El partido Fuerza por México (FPM), al ser una organización política de nueva creación, está impedido por ley para formar coaliciones electorales. El 23 de diciembre de 2020 el partido anunció como su candidato a la gubernatura al empresario Juan Carlos Martínez.

## Encuestas para la gubernatura

### Por partido político
| Encuestadora          | Fecha                    |        |        |       |        | Otro  | Ninguno/No sabe |
| --------------------- | ------------------------ | ------ | ------ | ----- | ------ | ----- | --------------- |
| Encuestadora          | Fecha                    |        |        |       |        | Otro  | Ninguno/No sabe |
| Campaigns & Elections | noviembre de 2019        | 25%    | 9%     | 4%    | 24%    | 8%    | 30%             |
| Campaigns & Elections | febrero de 2020          | 29%    | 10%    | 1%    | 28%    | 8%    | 24%             |
| Demoscopia digital    | 2 de mayo de 2020        | 36.70% | 10.50% | —     | 23.01% | 7.50% | 22.29%          |
| Analítica media       | 29 de mayo de 2020       | 23.6%  | 14.4%  | 3.1%  | 18.9%  | 3.7%  | 36.3%           |
| Elección México       | 9 a 18 de junio de 2020  | 61%    | 7%     | 2%    | 11%    | —     | 19%             |
| Campaigns & Elections | junio de 2020            | 47%    | 19%    | 1%    | 25%    | 8%    | —               |
| Demoscopia digital    | 1 y 2 de agosto de 2020  | 34.01% | 6.32%  | —     | 28.85% | 7.45% | 23.37%          |
| El Financiero         | 25 de agosto de 2020     | 30%    | 6%     | —     | 22%    | 10%   | 32%             |
| Campaigns & Elections | 18 de septiembre de 2020 | 33%    | 12%    | 1%    | 21%    | 4%    | 29%             |
| Demoscopia digital    | 4 de octubre de 2020     | 34.35% | 5.28%  | —     | 30.17% | 6.49% | 23.71%          |
| Demoscopia digital    | 12 de noviembre de 2020  | 35.76% | 6.18%  | 2.41% | 31.27% | 1.32% | 17.03%          |
| Campaigns & Elections | 14 de diciembre de 2020  | 55%    | 7%     | —     | 28%    | 2%    | 8%              |

### Por candidato
| Encuestadora          | Fecha                  | Kuri  | Arredondo | Maya   | Otro  | Ninguno/No sabe |
| --------------------- | ---------------------- | ----- | --------- | ------ | ----- | --------------- |
| Encuestadora          | Fecha                  |       |           |        | Otro  | Ninguno/No sabe |
| Demoscopia digital    | 7 de enero de 2021     | 43.7% | 6.1%      | 20.1%  | 8.0%  | 22.1%           |
| Demoscopia digital    | 1 de febrero de 2021   | 41.2% | 6.9%      | 18.7%  | 9.5%  | 22.8%           |
| Heraldo Media Group   | 8 de febrero de 2021   | 40.4% | 5.8%      | 28.5%  | 11.6% | 13.7%           |
| Campaigns & Elections | 22 de febrero del 2021 | 54%   | 8%        | 25%    | 4%    | 13%             |
| Massive Caller        | 22 de febrero del 2021 | 47.3% | 7.2%      | 20.1%  | 9.7%  | 15.7%           |
| Arias Consultores     | 27 de febrero de 2021  | 50.2% | 3.8%      | 36.7%  | 2.1%  | 7.3%            |
| Campaigns & Elections | 1 de marzo del 2021    | 56%   | 7%        | 30%    | 7%    | 0%              |
| Massive Caller        | 1 de marzo del 2021    | 50.4% | 4.5%      | 22.9%  | 7.1%  | 15.1%           |
| Mitofsky              | 3 de marzo del 2021    | 32.6% | 10.9%     | 23.8%  | 5.9   | 26.8%           |
| Massive Caller        | 15 de marzo del 2021   | 51.1% | 4.1%      | 19.5%  | 8%    | 17.3%           |
| Demoscopia digital    | 18 de marzo de 2021    | 41.6% | 5.9%      | 20.5%  | 10.7% | 18.7%           |
| Massive Caller        | 21 de marzo del 2021   | 51.7% | 4.4%      | 24.5%  | 6.3%  | 13.1%           |
| Campaigns & Elections | 22 de marzo de 2021    | 49%   | 9%        | 33%    | 9%    | —               |
| 24 horas              | 25 de marzo del 2021   | 38%   | 18%       | 33%    | 10%   | 1%              |
| Arias Consultores     | 26 de marzo de 2021    | 50.9% | 8.0%      | 30.3%  | 9.8%  | 1.0%            |
| Demoscopia digital    | 28 de marzo de 2021    | 39.9% | 5.4%      | 20.1%  | 14.8% | 19.8%           |
| Massive Caller        | 28 de marzo del 2021   | 52.4% | 4.8%      | 24.9%  | 5.6%  | 12.3%           |
| México Elige          | 30 de marzo de 2021    | 51.5% | 7.4%      | 27.6%  | 10.0% | 3.5%            |
| Campaigns & Elections | 30 de marzo de 2021    | 50%   | 9%        | 31%    | 10%   | —               |
| CETESPO               | 5 de abril del 2021    | 45.4% | 14.69%    | 35.52% | 1.17% | —               |
| Massive Caller        | 5 de abril del 2021    | 50.3% | 5.8%      | 23.2%  | 10.6% | 10.1%           |
| Campaigns & Elections | 5 de abril de 2021     | 48%   | 7%        | 32%    | 6%    | 7%              |
| Heraldo Media Group   | 5 de abril de 2021     | 53.2% | 7.4%      | 17.3%  | 9.2%  | 12.8%           |
| El Financiero         | 6 de abril de 2021     | 49%   | 10%       | 28%    | 13%   | -               |
| Demoscopia digital    | 7 de abril de 2021     | 41.8% | 5.9%      | 20.4%  | 20.6% | 11.3%           |
| Campaigns & Elections | 12 de abril de 2021    | 49%   | 7%        | 30%    | 4%    | 10%             |
| Massive Caller        | 12 de abril del 2021   | 50.7% | 4.6%      | 28.8%  | 7.6%  | 8.3%            |
| Arias Consultores     | 13 de abril de 2021    | 52.4% | 9.5%      | 32.0%  | 4.7%  | 1.4%            |
| Demoscopia digital    | 17 de abril de 2021    | 42.3% | 5.7%      | 21.1%  | 20.1% | 10.8%           |
| Massive Caller        | 19 de abril del 2021   | 49.5% | 6.6%      | 20.9%  | 11.7% | 11.3%           |
| Campaigns & Elections | 19 de abril de 2021    | 51%   | 6%        | 29%    | 7%    | 7%              |
| Massive Caller        | 25 de abril del 2021   | 49.7% | 5.4%      | 25.5%  | 8.7%  | 10.7%           |
| México Elige          | 25 de abril de 2021    | 52.4% | 9.3%      | 24.4%  | 10.4% | 3.5%            |
| Campaigns & Elections | 26 de abril de 2021    | 53%   | 7%        | 28%    | 5%    | 7%              |
| Demoscopia digital    | 27 de abril de 2021    | 42.9% | 6.3%      | 22.0%  | 17.6% | 10.4%           |
| Arias Consultores     | 28 de abril de 2021    | 50.4% | 8.9%      | 29.3%  | 10.8% | 0.7%            |
| Massive Caller        | 2 de mayo del 2021     | 49.1% | 5.7%      | 25.7%  | 8.0%  | 11.5%           |
| Campaigns & Elections | 3 de mayo de 2021      | 55%   | 4%        | 25%    | 10%   | 6%              |
| Heraldo Media Group   | 3 de mayo de 2021      | 48.3% | 7.1%      | 22.5%  | 12.7% | 9.4%            |
| El Financiero         | 4 de mayo de 2021      | 49%   | 9%        | 27%    | 15%   |                 |
| Massive Caller        | 10 de mayo del 2021    | 52.3% | 5.2%      | 22.5%  | 11.0% | 9.0%            |
| Campaigns & Elections | 10 de mayo de 2021     | 54%   | 5%        | 25%    | 9%    | 7%              |
| Campaigns & Elections | 17 de mayo de 2021     | 58%   | 7%        | 25%    | 10%   | 0%              |
| Campaigns & Elections | 24 de mayo de 2021     | 58%   | 7%        | 27%    | 8%    | 0%              |
| Heraldo Media Group   | 28 de mayo de 2021     | 55.6% | 6.7%      | 22.3%  | 9.6%  | 5.8%            |

## Resultados

### Congreso del Estado de Querétaro
|  | 37.36 % |

|  | 23.95 % |

|  | 14.80 % |

|  | 8.40 % |

|  | 3.39 % |

|  | 1.95 % |

|  | 1.84 % |

|  | 1.68 % |

|  | 1.33 % |

|  | 1.27 % |

|  | 0.66 % |

|  | 0.28 % |

|  | 3.08 % |

|  | 100 % |

### Ayuntamientos
|  | 44.36 % |

|  | 20.48 % |

|  | 17.06 % |

|  | 3.18 % |

|  | 2.99 % |

|  | 1.87 % |

|  | 1.81 % |

|  | 1.64 % |

|  | 1.59 % |

|  | 1.10 % |

|  | 0.89 % |

|  | 0.78 % |

|  | 97.53 % |

#### Querétaro
|  | 47.61 % |

|  | 27.01 % |

|  | 15.23 % |

|  | 2.27 % |

|  | 1.50 % |

|  | 1.30 % |

|  | 0.79 % |

|  | 0.77 % |

|  | 0.69 % |

|  | 0.78 % |

|  | 97.77 % |

#### San Juan del Río
|  | 44.17 % |

|  | 22.99 % |

|  | 14.31 % |

|  | 6.32 % |

|  | 2.39 % |

|  | 1.87 % |

|  | 1.65 % |

|  | 1.40 % |

|  | 1.34 % |

|  | 1.17 % |

|  | 97.64 % |

#### El Marqués
|  | 48.58 % |

|  | 22.62 % |

|  | 16.26 % |

|  | 2.99 % |

|  | 2.00 % |

|  | 1.24 % |

|  | 1.21 % |

|  | 0.92 % |

|  | 0.84 % |

|  | 0.65 % |

|  | 0.56 % |

|  | 97.88 % |

#### Corregidora
|  | 60.62 % |

|  | 15.11 % |

|  | 6.47 % |

|  | 3.02 % |

|  | 2.95 % |

|  | 2.32 % |

|  | 1.78 % |

|  | 1.52 % |

|  | 1.22 % |

|  | 1.11 % |

|  | 1.03 % |

|  | 0.96 % |

|  | 98.11 % |

#### Pedro Escobedo
|  | 45.90 % |

|  | 18.88 % |

|  | 13.05 % |

|  | 7.99 % |

|  | 3.39 % |

|  | 2.37 % |

|  | 2.09 % |

|  | 1.47 % |

|  | 1.33 % |

|  | 0.81 % |

|  | 0.38 % |

|  | 97.66 % |

#### Tequisquiapan
|  | 20.39 % |

|  | 17.94 % |

|  | 15.80 % |

|  | 15.51 % |

|  | 11.91 % |

|  | 10.78 % |

|  | 1.50 % |

|  | 1.37 % |

|  | 0.79 % |

|  | 0.42 % |

|  | 96.40 % |

#### Cadereyta de Montes
|  | 38.02 % |

|  | 19.47 % |

|  | 18.30 % |

|  | 11.54 % |

|  | 6.38 % |

|  | 1.25 % |

|  | 1.10 % |

|  | 0.33 % |

|  | 96.39 % |

#### Colón
|  | 32.66 % |

|  | 31.21 % |

|  | 15.45 % |

|  | 8.44 % |

|  | 4.82 % |

|  | 1.48 % |

|  | 1.32 % |

|  | 0.58 % |

|  | 0.55 % |

|  | 0.40 % |

|  | 96.91 % |

#### Amealco de Bonfil
|  | 36.63 % |

|  | 34.37 % |

|  | 19.08 % |

|  | 2.06 % |

|  | 1.51 % |

|  | 1.01 % |

|  | 0.82 % |

|  | 0.76 % |

|  | 0.56 % |

|  | 96.81 % |

#### Ezequiel Montes
|  | 38.73 % |

|  | 32.47 % |

|  | 21.58 % |

|  | 1.45 % |

|  | 1.12 % |

|  | 0.73 % |

|  | 0.54 % |

|  | 0.52 % |

|  | 0.52 % |

|  | 0.33 % |

|  | 98.00 % |

#### Huilmipan/Epigmenio González
|  | 27.05 % |

|  | 21.58 % |

|  | 19.14 % |

|  | 8.35 % |

|  | 6.16 % |

|  | 4.59 % |

|  | 2.93 % |

|  | 2.73 % |

|  | 2.22 % |

|  | 1.67 % |

|  | 0.18 % |

|  | 96.60 % |

#### Tolimán
|  | 23.84 % |

|  | 22.99 % |

|  | 22.74 % |

|  | 8.58 % |

|  | 7.37 % |

|  | 2.78 % |

|  | 2.37 % |

|  | 1.70 % |

|  | 1.50 % |

|  | 1.39 % |

|  | 1.34 % |

|  | 1.14 % |

|  | 97.74 % |

#### Pinal de Amoles
|  | 44.64 % |

|  | 35.20 % |

|  | 10.04 % |

|  | 4.55 % |

|  | 1.37 % |

|  | 0.51 % |

|  | 96.31 % |

#### Jalpan de Serra
|  | 39.20 % |

|  | 29.51 % |

|  | 18.45 % |

|  | 5.07 % |

|  | 1.22 % |

|  | 0.61 % |

|  | 0.57 % |

|  | 0.57 % |

|  | 95.21 % |

#### Peñamiller
|  | 50.95 % |

|  | 41.90 % |

|  | 3.30 % |

|  | 0.85 % |

|  | 0.64 % |

|  | 97.64 % |

#### Landa de Matamoros
|  | 40.22 % |

|  | 34.87 % |

|  | 18.49 % |

|  | 1.27 % |

|  | 0.49 % |

|  | 0.42 % |

|  | 0.38 % |

|  | 96.13 % |

#### Arroyo Seco
|  | 36.15 % |

|  | 30.19 % |

|  | 28.82 % |

|  | 1.36 % |

|  | 0.75 % |

|  | 97.27 % |

#### San Joaquín
|  | 45.72 % |

|  | 23.53 % |

|  | 17.68 % |

|  | 7.86 % |

|  | 1.17 % |

|  | 95.95 % |

### Sindicaturas y Regiduras

#### Sindicaturas
| Partido | Partido                              | Sindicaturas |
| ------- | ------------------------------------ | ------------ |
|         | Partido Acción Nacional              | 22/36        |
|         | Partido Revolucionario Institucional | 4/36         |
|         | Partido Verde Ecologista de México   | 4/36         |
|         | Movimiento Regeneración Nacional     | 2/36         |
|         | Candidatura Independiente            | 4/36         |
| Total   | Total                                | 36           |

#### Regiduras
| Partido | Partido                              | Regiduras |
| ------- | ------------------------------------ | --------- |
|         | Partido Acción Nacional              | 62/147    |
|         | Partido Revolucionario Institucional | 26/147    |
|         | Partido de la Revolución Democrática | 2/147     |
|         | Partido Verde Ecologista de México   | 12/147    |
|         | Movimiento Regeneración Nacional     | 22/147    |
|         | Partido del Trabajo                  | 2/147     |
|         | Querétaro Independiente              | 2/147     |
|         | Fuerza por México                    | 3/147     |
|         | Redes Sociales Progresistas          | 2/147     |
|         | Candidatura Independiente            | 14/147    |
| Total   | Total                                | 147       |